# Itzling West
Itzling West ist ein Teil des Stadtteils Itzling der Statutarstadt Salzburg. Das Gebiet an der Salzach ist durch relativ moderne Häuserblocksiedlungen geprägt.

## Geographie
Itzling West liegt im Norden der Stadt, etwa 3 Kilometer vom Stadtzentrum entfernt, zwischen rechtem Ufer der Salzach und Itzlinger Kirchenviertel.

Die Grenze ist im Süden Erzherzog-Eugen-Straße, im Osten Salzburger Lokalbahn/Rosa-Kerschbaumerstraße, im Norden die West Autobahn.
Dazu gehören nach der Stadtgliederung Salzburgs die Siedlungsräume:
- Austraßensiedlung, südlicher Teil
- Wasserfeldsiedlung, nördlicher Teil

Die Grenze der beiden ist die Linie Ende der Plainstraße – Franz-Ofner-Straße (Zeile Hnr. 14–16) zum Salzachkai.
Statistisch wird Itzling-West zusammen mit Itzling Nord erfasst (Zählbezirk 38 Itzling-West/Hagenau), die Zählsprengel 381–383 bilden Itzling-West, wobei der letztere auch kleine Teile von Froschheim umfasst.
Nachbarortslagen
| *                                          | Hagenau (Stt. Itzling Nord)                 | Plainbergfuß Grabenbauernsiedlung |
| Messezentrum (Stt. Liefering) Lehen (Stt.) | Kompassrose, die auf Nachbargemeinden zeigt | Itzling Mitte                     |
|                                            | Froschheim (Stt. Elisabeth-Vorstadt)        | **                                |

* in einem Punkt in der Salzach Salzachseesiedlung, Stt. Liefering
** in einem Punkt das eigentliche Stadtgebiet Elisabeth-Vorstadt (Bahnhofsviertel)

## Austraßensiedlung

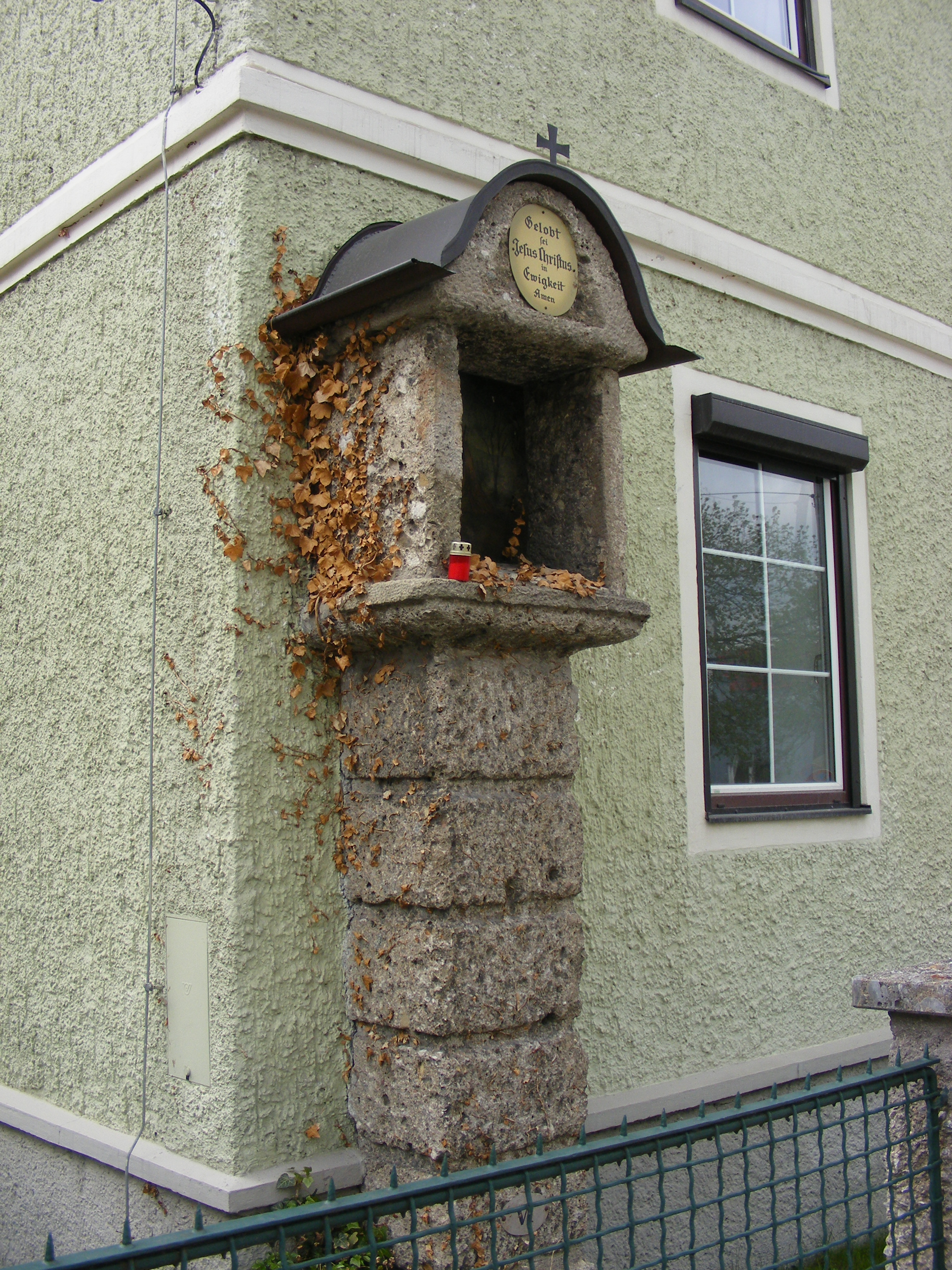
Eine der Geheimnissäulen des Maria Plainer Stationsweges.

Der Name der Siedlung erinnert an den schmalen Auwaldstreifen, der sich nach der Regulierung der Salzach westlich der Itzlinger Hauptstraße bildete. Die Verbauung dieses Austreifens erfolgter beiderseits der Austraße bereits in den Jahren 1926–1928. Ein wesentlicher Teil dieser Siedlung wurde darauf in der Zeit des Zweiten Weltkrieges in den Jahren 1939 bis 1945 verbaut. Die heute weitgehend geschlossene und durchgehende Verbauung der noch unbebauten Siedlungsteile erfolgte vor allem in der Zeit zwischen 1960 und 1980.
Heute ist in diesen Siedlungsraum auch ein Sportplatz, die ASV Sportanlage, integriert.

## Wasserfeldsiedlung
Diese Siedlung mit der zentralen Wasserfeldstraße erinnert an das nächstgelegene frühere Wasserfeld, das direkt am Ufer der unregulierten Salzach gelegen war. Der Raum der heutigen Siedlung war vor der Salzachregulierung Teil des Flussbettes der Salzach und danach noch längere Zeit im Hochwasserabflussbereich dieses Flusses. Das wohl älteste Haus (Wasserfeldstraße 22) wurde erst in der Zeit des Zweiten Weltkrieges errichtet. Fast alle übrigen Wohnobjekte wurden in der Nachkriegszeit in der Zeit zwischen 1960 und 1980 gebaut.
An den Siedlungswohnbau schließt nördlich das Gelände des Fernheizwerks Nord der Salzburg AG an.

## Nachweise
- 50101 – Salzburg. Gemeindedaten der Statistik Austria
- Itzling. In: Salzburger Nachrichten: Salzburgwiki.

1. 1 2 3 4  Hier unterscheiden sich die statistische und stadträumliche Gliederung Salzburgs: Der Zählbezirk 44 Elisabeth-Vorstadt hat seine Grenze zwei Blocks stadteinwärts (südlicher) an der Julius-Haagn-Straße, der Stadtteil an der Erzherzog-Eugen-Straße. Der Zählsprengel 382 (südlich Stadion bis Austraße) verteilt sich auf Austraßen- und  Wasserfeldsiedlung.
Daher sind die amtlich-statistischen Angaben nicht exakt die Stadtteile nach Stadtgliederung. Die Straßenblocks Froschheims, die beim Zählsprengel 383 erfasst werden, umfassen etwa 70 Adressen.
Ein Teil dieses Gebiets gehört auch zur Katastralgemeinde Salzburg (KNr. 56537), die Grenze zur KG Itzling (56524) verläuft diagonal Ecke Josef-Mayburger-Kai/Julius-Haagn-Straße über Ecke Scheiblgasse/Plainstraße
Angaben nach Statistische Zählbezirke und Zählsprengel, stadt-salzburg.at (pdfs) und SAGIS, Layer Grenzen → Katastralgemeinden und Adressen
2. ↑  ASV-Sportanlage-Itzling, vereine.fussballoesterreich.at;
Die ASV-Sportanlage in Salzburg-Itzling, despoty.bplaced.net;
beide abgerufen am 20. Januar 2013.